# Naousa
Naousa (Grieks: Νάουσα, Νάουσσα) is sedert 2011 een fusiegemeente (dimos) in de Griekse bestuurlijke regio (periferia) Centraal-Macedonië.
De drie deelgemeenten (dimotiki enotita) van de fusiegemeente zijn:
- Anthemia (Ανθέμια)
- Eirinoupoli (Ειρηνούπολη)
- Naousa (Νάουσα)